# أندرو ويذرز
أندرو ويذرز (بالإنجليزية: Andrew Withers)‏ هو مجدف أسترالي، ولد في 5 فبراير 1957.

## وصلات خارجية
- أندرو ويذرز على موقع الاتحاد الدولي للتجديف (الإنجليزية)
- أندرو ويذرز على موقع اللجنة الأولمبية الدولية (الإنجليزية)
- أندرو ويذرز على موقع أوليمبيديا (الإنجليزية)
- أندرو ويذرز على موقع اللجنة الأولمبية الأسترالية (الإنجليزية)